# تراتيل في النثر للأطفال

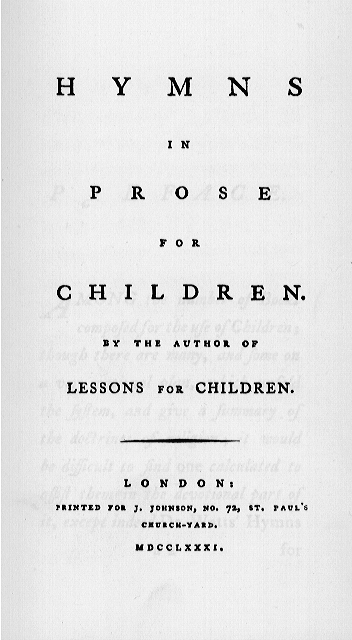
صفحة العنوان من تراتيل في النثر للأطفال

التراتيل في النثر للأطفال (1781) هو كتاب للأطفال من تأليف آنا ليتيشا باربولد.

## التحليل الأدبي
أحدثت دروس للأطفال، وكتاب تراتيل في النثر للأطفال ثورة في أدب الأطفال. لأول مرة، تم النظر بجدية في احتياجات القارئ الطفل. طالبت باربولد بطباعة كتبها بأحجام كبيرة ذات هوامش عريضة حتى يتمكن الأطفال من قراءتها بسهولة، والأهم من ذلك أنها طورت أسلوب «حوار غير رسمي بين الوالدين والطفل» من شأنه أن يهيمن على أدب الأطفال لمدة جيل.

## ميراث
كان لدروس الأطفال والتراتيل في النثر، بالنسبة لكتب الأطفال، تأثير غير مسبوق؛ لم يؤثروا فقط في شعر وليم بليك ويليام ووردزوورث،  كما اعتادوا على تعليم عدة أجيال من أطفال المدارس. على الرغم من أن كلا من صمويل جونسون تشارلز جيمس فوكس سخروا من كتب أطفال باربولد واعتقدوا أنها تضيع مواهبها،  اعتقدت باربولد نفسها أن مثل هذه الكتابة كانت نبيلة وشجعت الآخرين على السير على خطى بلدها. قالت بيتسي روفر (الكاتبة لسيرتها الذاتية) «لقد أعطت هيبة لكتابة أدب الأطفال، وألهمت الآخرين أن يكتبوا على مستوى عالٍ مماثل لمستواها.»  وبسبب باربولد، ألهمت سارة تريمر وهانا مور للكتابة للأطفال الفقراء وكذلك لتنظيم مدارس الأحد على نطاق واسع.

## روابط خارجية
- التراتيل في النثر للأطفال من قبل السيدة (آنا ليتيتيا) باربولد. لندن: ج. جونسون ، رقم 72 ، كنيسة سانت بول ، ساحة ، 1781 في احتفال بالكاتبات